# Graham Stringer
Graham Eric Stringer (né le 17 février 1950) est un homme politique du parti travailliste britannique qui est député de Blackley et Broughton depuis 1997. Avant d'entrer au Parlement, il est chef du conseil municipal de Manchester de 1984 à 1996 et président de Manchester Airport plc de 1996 à 1997. Stringer est un eurosceptique de premier plan et s'identifie à la gauche douce du Parti travailliste.

## Jeunesse
Stringer fréquente l'école primaire Christ Church à Beswick, Manchester, et le lycée technique pour garçons Openhaw à Openshaw, Manchester. Après avoir obtenu son diplôme en chimie de l'Université de Sheffield en 1971, Stringer travaille comme chimiste analytique dans l'industrie des plastiques,. Stringer est conseiller local à Manchester en 1979 et chef du conseil municipal de Manchester de 1984 à 1996. Il est également président de Manchester Airport plc de 1996 à 1997.

## Carrière parlementaire
Stringer est élu pour la première fois en 1997 en reprenant le siège de Blackley à la retraite du sortant Kenneth Eastham.
Stringer est membre de la commission spéciale de l'environnement, des transports et des affaires régionales jusqu'en 1999. Il est ensuite secrétaire parlementaire du Cabinet Office jusqu'en 2001. Après un passage sur les bancs arrière et en tant que whip du gouvernement, il passe les six dernières années du gouvernement travailliste en tant que membre du Comité restreint des transports. Il fait campagne contre un projet de péage urbain dans le Grand Manchester. En septembre 2008, Stringer devient le premier député travailliste à appeler publiquement Gordon Brown à démissionner de son poste de Premier ministre.
À la suite de changements de limites de la circonscription de Manchester Blackley, Stringer se présente avec succès au siège de Blackley et Broughton aux élections générales de 2010.
En septembre 2011, il contribue au livre What Next for Labour? Idées pour une nouvelle génération ; sa partie s'intitulait "La politique des transports au XXIe siècle".
Il est administrateur de la Global Warming Policy Foundation, une organisation qui promeut le déni du changement climatique,. En tant que membre du comité de la science et de la technologie, Stringer participe à l'enquête sur l'Incident des courriels du Climatic Research Unit («Climategate») en mars 2010, interrogeant Phil Jones de près sur la transparence et d'autres questions. Dans le groupe de cinq membres ayant produit le rapport, il vote contre les autres membres à chaque vote, avec une formulation plus critique à l'égard du CRU et des climatologues.
Dans un éditorial en mars 2011, Stringer critique les enquêtes britanniques sur la controverse des courriers électroniques du CRU, écrivant que la controverse "exigeait un examen indépendant et objectif de la science par des groupes indépendants. Cela ne s'est pas produit.". Stringer est membre du Comité spécial sur l'énergie et le changement climatique de novembre 2013 à mars 2015. En 2014, Stringer est l'un des deux députés du comité à voter contre l'acceptation de la conclusion du Groupe d'experts intergouvernemental sur l'évolution du climat selon laquelle les humains sont la principale cause du réchauffement climatique.
En janvier 2014, il vote, avec 98 autres, pour l'amendement de Dominic Raab au projet de loi sur l'immigration, qui visait à empêcher les criminels étrangers d'utiliser le droit européen des droits de l'homme dans les affaires d'expulsion,.
Il est un critique de l'ancien chef du Parti travailliste Ed Miliband, qu'il accuse d'avoir mené une campagne «impardonnablement non professionnelle» en mai 2014 et qualifié de «pas un atout» lors de sa campagne en octobre 2014.
Stringer s'est forgé une réputation d'éminent eurosceptique au sein du parti travailliste, qui est en faveur d'un référendum sur l'UE. Il appelle la Grande-Bretagne à quitter l'UE lors du référendum de 2016, décrivant l'UE comme un obstacle à un gouvernement progressiste. Le 17 juillet 2018, lors d'un vote sur la question de savoir si le Royaume-Uni devait rester dans l'union douanière en cas de Brexit sans accord, Frank Field, Kate Hoey, John Mann et Stringer sont les seuls députés travaillistes à s'opposer à l'amendement, qui est rejeté par 307 voix contre 301.
Le 21 octobre 2020, lors de la pandémie COVID-19, Stringer est le seul député travailliste à voter contre la mise en œuvre d'un verrouillage plus strict dans le nord-ouest de l'Angleterre, une région qui comprend sa propre circonscription dans le Grand Manchester.
En 1999, il épouse Kathryn Carr; Ils ont trois enfants,.